# Burg Neresheim
Die Burg Neresheim ist eine abgegangene Höhenburg auf dem Ulrichsberg östlich der Stadt Neresheim im Ostalbkreis in Baden-Württemberg. Heute steht an ihrer Stelle die Abtei Neresheim.

Herzog Tassilo III. und Hartmann von Dillingen, dargestellt in der Abteikirche Neresheim, 1770–1775

## Geschichte
Noch im 17. Jahrhundert ging man davon aus, dass das Neresheimer Kloster im Jahre 777 von Baiernherzog Tassilo III. gestiftet wurde. Dies gilt jedoch heute als widerlegt, möglicherweise gehört diese Geschichte jedoch zur Gründung der Burg.
Heute weiß man, dass die Burg im 10. Jahrhundert den Hupaldingern, den späteren Grafen von Dillingen, gehörte. Der Augsburger Bischof und Heilige Ulrich, der aus dem Geschlecht der Hupaldinger stammte, baute eine Kapelle bei der Burg. Dorthin versetzte er den Leichnam seines im Jahre 909 verstorbenen Vaters Hubald, der bis da in Wittislingen lag.
Graf Hartmann I. von Dillingen, der auch Graf von Neresheim genannt wurde, gründete im Jahre 1095 auf seiner Burg Neresheim zu Ehren seines inzwischen heiliggesprochenen Ahnen Ulrich einen Chorherrenstift für Regularkanoniker. Der erste Propst war angeblich Ernst von Neresheim, der auch aus dem Geschlecht der Dillinger stammte und im ersten Kreuzzug starb, jedoch ist dies wahrscheinlich nur eine neuzeitliche Dichtung. 1101 war Hugo der Propst. Als Hartmann I. vom Kreuzzug zurückkam, wandelte er den Chorherrenstift 1108 in ein Benediktinerkloster um, der (mit Unterbrechungen) bis heute bestehenden Abtei Neresheim.
Neben den Grafen von Dillingen wird in späterer Zeit auch ein Adelsgeschlecht mit dem Namen Neresheim erwähnt, 1220 ein Marquard von Neresheim, 1251 ein Berthold von Neresheim. Wo diese ihren Sitz hatten und ob diese vielleicht sogar ein Nebenzweig der Dillinger Grafen (diese nannten sich auch Grafen von Neresheim) sind, ist unbekannt.